# ブリトニー・シンプソン
ブリトニー・シンプソン（英語: Britney Simpson, 1996年5月5日 - ）は、アメリカ合衆国出身の女性フィギュアスケート選手（ペア）。パートナーはマシュー・ブラックマー、ネイサン・ミラー。
2011年ジュニアグランプリファイナル3位。

## 経歴
1996年アメリカ合衆国コロラド州デンバー生まれ。5歳の時にフィギュアスケートの衣装が着たいという理由でスケートを始めた。
2008年にネイサン・ミラーとペアを組み、2009年全米フィギュアスケート選手権ジュニアクラスで4位となる。国際スケート連盟基準のジュニアクラス出場可能年齢13歳に達した翌2009-10年シーズン、ISUジュニアグランプリ参戦しファイナルに進出。全米選手権ジュニアクラスでは2位となり世界ジュニアフィギュアスケート選手権にも出場した。
2011年に新たにマシュー・ブラックマーとペアを組み、ジュニアグランプリに参戦。バルティック杯で優勝、タリン杯で2位となり、グランプリファイナルでも銅メダルを獲得した。全米選手権はジュニアクラスで2位。しかし世界ジュニア選手権ではジャンプで転倒する等して10位に終わった。
2012-2013シーズンは全米選手権のジュニアクラスで優勝するものの、世界ジュニア選手権は2年連続で10位。
2013-2014シーズンはロステレコム杯への出場を予定していたが、回旋筋腱板と上唇部の手術のために棄権。12月2日に、ブラックマーとのペアを解消した。

## 主な戦績
- 2010-11までネイサン・ミラーとのペア
- 2011-12よりマシュー・ブラックマーとのペア

| 大会/年              | 2008-09 | 2009-10 | 2010-11 | 2011-12 | 2012-13 |
| -------------------- | ------- | ------- | ------- | ------- | ------- |
| GPスケートカナダ     |         |         | 6       |         |         |
| GPロステレコム杯     |         |         | 7       |         |         |
| 世界Jr.選手権        |         | 5       |         | 10      | 10      |
| 全米選手権           | 4 J     | 2 J     |         | 2 J     | 1 J     |
| JGPファイナル        |         | 6       |         | 3       |         |
| JGPオーストリア      |         |         |         |         | 5       |
| JGP B.シュベルター杯 |         | 3       |         |         | 5       |
| JGPバルティック杯    |         |         |         | 1       |         |
| JGPタリン杯          |         |         |         | 3       |         |
| JGPレークプラシッド  |         | 4       |         |         |         |

- J - ジュニアクラス

### 詳細
| 2012-2013 シーズン     |                                                                |         |          |           |
| 開催日                 | 大会名                                                         | SP      | FS       | 結果      |
| 2013年2月25日 - 3月3日 | 2013年世界ジュニアフィギュアスケート選手権（ミラノ）           | 9 43.16 | 11 78.35 | 10 121.51 |
| 2013年1月20日 - 27日   | 全米フィギュアスケート選手権 ジュニアクラス（オマハ）          | 2 50.25 | 1 96.19  | 1 146.44  |
| 2012年10月10日 - 14日  | ISUジュニアグランプリ ブラエオン・シュベルター杯（ケムニッツ） | 5 45.64 | 6 85.49  | 5 131.13  |
| 2012年9月12日 - 16日   | ISUジュニアグランプリ オーストリア（リンツ）                   | 5 45.90 | 5 87.15  | 5 133.05  |

| 2011-2012 シーズン     |                                                                 |          |          |           |
| 開催日                 | 大会名                                                          | SP       | FS       | 結果      |
| 2012年2月27日 - 3月4日 | 2012年世界ジュニアフィギュアスケート選手権（ミンスク）          | 11 46.83 | 10 81.10 | 10 127.93 |
| 2012年1月22日 - 29日   | 全米フィギュアスケート選手権 ジュニアクラス（サンノゼ）         | 3 49.12  | 1 97.31  | 2 146.43  |
| 2011年12月8日 - 11日   | 2011/2012 ISUジュニアグランプリファイナル（ケベック・シティー） | 3 50.91  | 5 95.44  | 3 146.35  |
| 2011年10月12日 - 16日  | ISUジュニアグランプリ タリン杯（タリン）                        | 3 49.57  | 2 91.71  | 2 141.28  |
| 2011年9月14日 - 18日   | ISUジュニアグランプリ バルティック杯（グダニスク）              | 1 48.89  | 1 92.53  | 1 141.42  |

| 2010-2011 シーズン    |                                                      |         |         |          |
| 開催日                | 大会名                                               | SP      | FS      | 結果     |
| 2010年11月19日 - 21日 | ISUグランプリシリーズ ロステレコム杯（モスクワ）     | 6 50.28 | 7 95.50 | 7 145.78 |
| 2010年10月29日 - 31日 | ISUグランプリシリーズ スケートカナダ（キングストン） | 6 46.39 | 6 87.66 | 6 134.05 |

| 2009-2010 シーズン   |                                                                |         |         |          |
| 開催日               | 大会名                                                         | SP      | FS      | 結果     |
| 2010年3月9日 - 10日  | 2010年世界ジュニアフィギュアスケート選手権（ハーグ）           | 4 52.50 | 6 85.50 | 5 138.00 |
| 2010年1月16日 - 18日 | 全米フィギュアスケート選手権 ジュニアクラス（スポケーン）      | 2 56.74 | 2 90.55 | 2 147.29 |
| 2009年12月3日 - 4日  | 2009/2010 ISUジュニアグランプリファイナル（東京）              | 7 44.48 | 6 84.14 | 6 128.62 |
| 2009年10月2日 - 3日  | ISUジュニアグランプリ ブラオエン・シュベルター杯（ドレスデン） | 2 53.01 | 4 91.79 | 3 144.80 |
| 2009年9月3日 - 5日   | ISUジュニアグランプリ レークプラシッド（レークプラシッド）     | 4 44.11 | 3 84.72 | 4 128.83 |

| 2008-2009 シーズン   |                                                               |         |         |          |
| 開催日               | 大会名                                                        | SP      | FS      | 結果     |
| 2009年1月18日 - 25日 | 全米フィギュアスケート選手権 ジュニアクラス（クリーブランド） | 4 46.39 | 5 76.05 | 4 122.44 |

## プログラム使用曲
| シーズン  | SP                                                        | FS                                                                             | EX                                   |
| --------- | --------------------------------------------------------- | ------------------------------------------------------------------------------ | ------------------------------------ |
| 2013-2014 | 奇跡の始まり 作曲：ピーター・ガブリエル                   | ベートーヴェンの5つの秘密 演奏：ザ・ピアノ・ガイズ                             |                                      |
| 2012-2013 | 映画『マスク・オブ・ゾロ』より 作曲：ジェームズ・ホーナー | 映画『ヘンリー五世』より 作曲：パトリック・ドイル 演奏：バーミンガム市交響楽団 | You Should Be Dancing 曲：ビージーズ |
| 2011-2012 | 映画『グリーン・デスティニー』より 作曲：譚盾             | 映画『タイタニック』より 作曲：ジェームズ・ホーナー                            |                                      |